# Мослехи, Хейдар
Ходжат-оль-ислам Хейдар Мослехи (перс. حیدر مصلحی‎, р. 29 сентября 1956, Шехреза) — государственный деятель Ирана, министр разведки и национальной безопасности в 2009—2013 во время президентства Махмуда Ахмадинежада.

## Биография
Родился 29 сентября 1956 года в Шехреза. Учился в школе Хагани и Тегеранском университете, впоследствии получил степень магистра в области международного права после обучения за рубежом в течение нескольких лет.

## Мослехи во главе разведки
До избрания М. Ахмадинежада президентом в 2005 году, Мослехи служил представителем аятоллы Хаменеи в Басидж (полувоенная милиция из добровольцев, созданная аятоллой Хомейни в 1979). После своего избрания на должность президента Ахмадинежад назначил Х. Мослехи своим советником по вопросам религии.
С августа 2005 по февраль 2008 — заместитель министра разведки и национальной безопасности. Позже Хаменеи, как высший руководитель Ирана, назначил Мослехи руководителем Организации исламских вакуфов, после чего Ахмадинежад назначил Мослехи министром разведки в августе 2009.
17 апреля 2011 президент Ахмадинежад отправил Мослехи в отставку, но через несколько дней он был восстановлен в должности аятоллой Хаменеи, а 27 апреля назначение Мослехи в должности министра разведки утвердил меджлис Ирана. Тогда Ахмадинежад в знак протеста против присутствия Мослехи перестал посещать заседания кабинета министров Ирана, и с этого времени они проходили под руководством первого вице-президента Ирана Мохаммада Реза Рахими.
«The New York Times» высказала предположение, что отставка Мослехи была вызвана конфликтом с Эсфандияром Рахимом Машаи — одним из наиболее близких и влиятельных советников президента Ахмадинежада. В отношении Мослехи были введены международные санкции со стороны США (29 сентября 2010 г.) и Европейского Союза (в октябре 2011 г.). США наложили на Мослехи санкции из-за предполагаемого участия к нарушениям прав человека в тюрьме Эвин. Причина санкций ЕС – его приказы о произвольных задержаниях и преследовании деятелей оппозиции в стране.